# Генсювка

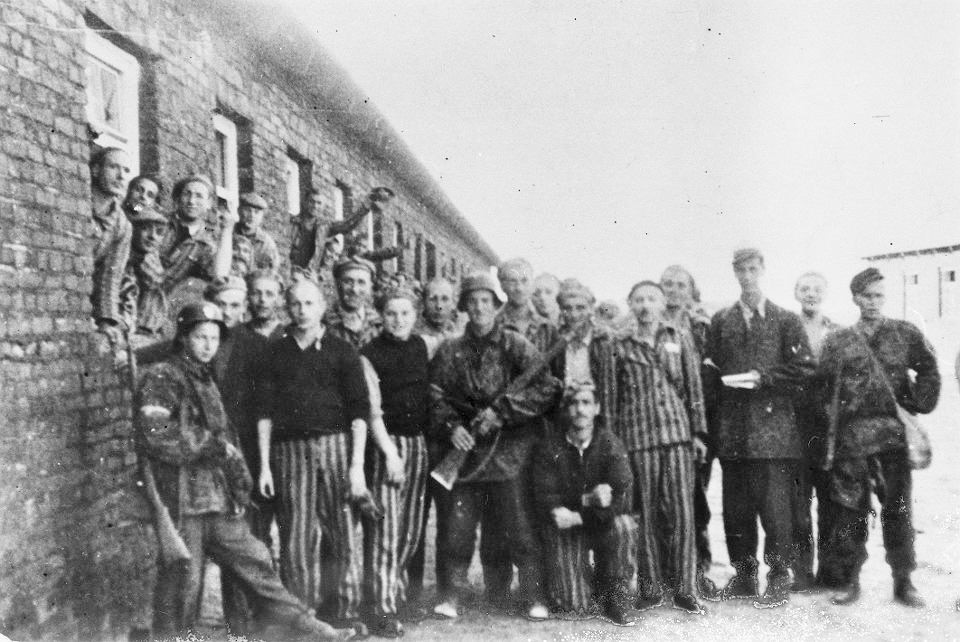
Освобождённые евреи с польскими солдатами

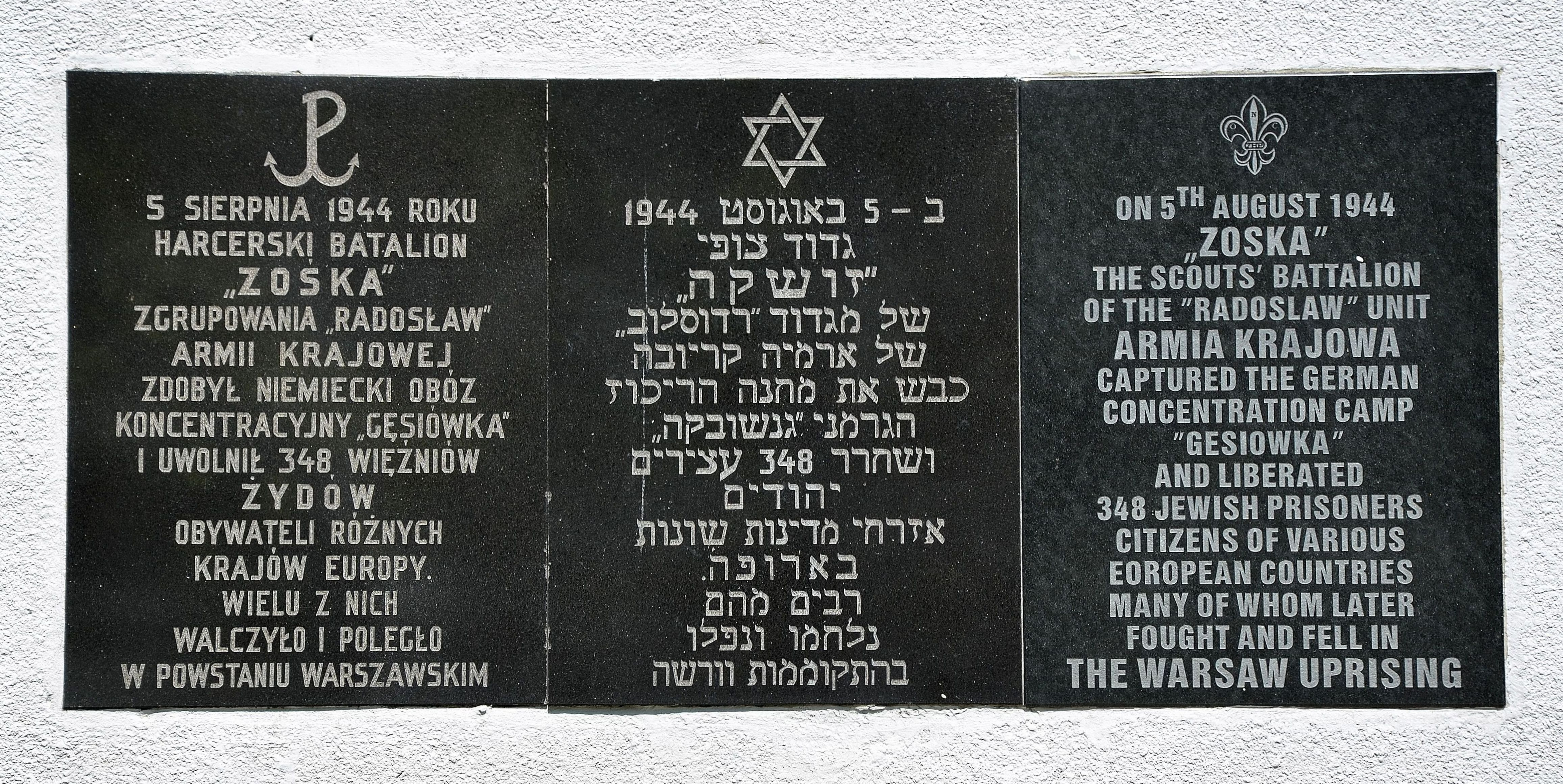
Мемориальная доска

Генсю́вка (пол. Gęsiówka) — до Второй мировой войны тюрьма на улице Генся (пол. Gęsia букв. «Гусиная») в Варшаве, во время войны — также концентрационный лагерь с газовой камерой и тремя крематориями. В Генсювке немцы держали в заключении евреев из многих стран Европы, а также поляков.
Ликвидация лагеря началась 27 июля 1944 года. Были убиты около четырёхсот человек, в том числе все пациенты в лагерной больнице и другие заключённые, непригодные к самостоятельному передвижению. На следующий день около четырёх тысяч заключённых были отправлены пешком в Лович, а те, кто выжил после этого марша, — поездом в Дахау. В Генсювке осталось четыреста заключённых, которые занимались ликвидацией лагеря и следов нацистских преступлений.
Во время Варшавского восстания 5 августа 1944 года батальон Армии крайовой «Zośka» (Зоська) из группировки «Radosław» (Радослав) под командованием поручика Вацлава Мицуты в течение полутора часов сражался за освобождение лагеря. Благодаря захваченному у немцев 2 августа танку Пантера батальон разрушил двери, вышки стрелков, бункеры и освободил 383 заключённых, в том числе 348 евреев. Большая часть из них приняла участие в восстании.
В 1945—1956 гг. в тех же помещениях находилась секретная тюрьма сначала НКВД, затем польского министерства госбезопасности
В 50-ю годовщину освобождения лагеря была открыта мемориальная доска.